# Estación de San Galo-Winkeln
La estación de San Galo-Winkeln es una estación ferroviaria de la localidad de Winkeln, perteneciente a la comuna suiza de San Galo, en el Cantón de San Galo.

## Historia y situación
La estación de San Galo-Winkeln fue inaugurada en el año 1856 con la puesta en servicio del tramo Flawil - San Galo de la línea Wil - San Galo. 
Se encuentra ubicada en el sur de la localidad de Winkeln, en el oeste de la comuna de San Galo. Cuenta con dos andenes laterales a los que acceden dos vías pasantes, y a las que hay que añadir varios haces de vías muertas y derivaciones en la zona noroeste de la estación al situarse una zona industrial.
En términos ferroviarios, la estación se sitúa en la línea Wil - San Galo. Sus dependencias ferroviarias colaterales son la estación de Gossau, hacia Wil y la estación de San Galo-Bruggen en dirección San Galo.

## Servicios ferroviarios
Los servicios ferroviarios de esta estación están prestados por SBB-CFF-FFS:

### S-Bahn San Galo
Hasta la estación llegan tres líneas de la red de cercanías S-Bahn San Galo:
- S 1 Altstätten - Rorschach – San Galo - Gossau - Flawil - Uzwil - Wil. Los trenes circulan cada hora en ambos sentidos, aunque en determinadas franjas de mayor demanda, la frecuencia se reduce hasta la media hora.
- S 5 San Galo – Gossau – Weinfelden. Frecuencias de un tren cada hora.
- S N San Galo - Romanshorn/St. Margrethen/Wil. Línea nocturna que sólo opera las noches de viernes y sábados.
- También parte a primera hora de la mañana un tren de la línea S, que hace el recorrido San Galo - Gossau - Flawil - Uzwil - Wil - Winterthur - Zúrich-Aeropuerto - Zúrich-Oerlikon.

La red de cercanías S-Bahn San Galo será ampliada en el año 2013.